# Stactobia ballur
Stactobia ballur är en nattsländeart som beskrevs av Schmid 1983. Stactobia ballur ingår i släktet Stactobia och familjen smånattsländor. Inga underarter finns listade i Catalogue of Life.